# Le Garric
Le Garric är en kommun i departementet Tarn i regionen Occitanien i södra Frankrike. Kommunen ligger i kantonen Albi-Nord-Est som tillhör arrondissementet Albi. År 2022 hade Le Garric 1 292 invånare.

## Befolkningsutveckling
Antalet invånare i kommunen Le Garric
| Referens: INSEE |